# Zwjatko Radoinow

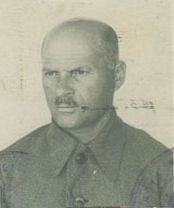
Zwjatko Radoinow, 1942

Zwjatko Kolew Radoinow (bulgarisch Цвятко Колев Радойнов; * 23. Februar 1895 in Kran; † 26. Juni 1942 in Sofia) war ein bulgarischer Politiker.

## Leben
Radoinow trat 1912 der Bulgarischen Sozialdemokratischen Arbeiterpartei bei. 1923 führte er während des Septemberaufstands eine Partisanenabteilung. Nach Scheitern des Aufstandes emigrierte Radoinow in die Sowjetunion. Dort absolvierte er 1929 die Frunse-Akademie, an der er danach als Lehrer tätig war. 1937/1938 kämpfte er im Spanischen Bürgerkrieg. Danach war er Oberst in der Roten Armee. Im Jahr 1941 ging er illegal wieder nach Bulgarien, mit dem Ziel den bewaffneten Kampf zu organisieren. Er war Mitglied des Zentralkomitees der Bulgarischen Kommunistischen Partei und leitete die Zentrale Militärkommission des Zentralkomitees.
Radinow wurde verhaftet. Nach einem Todesurteil wurde er 1942 erschossen.